# Jacob Pebley
Jacob Pebley (Corvallis (Oregon), 17 september 1993) is een Amerikaanse zwemmer. Hij vertegenwoordigde zijn vaderland op de Olympische Zomerspelen 2016 in Rio de Janeiro.

## Carrière
Op de wereldkampioenschappen zwemmen jeugd 2011 in Lima won Pebley goud op zowel de 100 als de 200 meter rugslag en zilver op de 50 meter rugslag. Daarnaast was hij lid van de Amerikaanse estafetteploeg die goud won op de 4x100 meter wisselslag.
Bij zijn internationale seniorendebuut, op de Pan-Pacifische kampioenschappen zwemmen 2014 in Gold Coast, werd de Amerikaan uitgeschakeld in de series van zowel de 100 als de 200 meter rugslag.
Op de 2016 US Olympic Trials in Omaha (Nebraska) kwalificeerde Pebley zich, op de 200 meter rugslag, voor de Olympische Zomerspelen 2016 in Rio de Janeiro. In Brazilië eindigde de Amerikaan als vijfde op de 200 meter rugslag.

## Internationale toernooien
| Jaar | Olympische Spelen | WK langebaan    | WK kortebaan | PanPacs                               | Pan-Ams       |
| ---- | ----------------- | --------------- | --- | ------------------------------------- | ------------- |
| 2014 |                   |                 | geen deelname                                                                                                   | serie 100m rugslag serie 200m rugslag |               |
| 2015 |                   | geen deelname   | |                                       | geen deelname |
| 2016 | 5e 200m rugslag   |                 | 10e 50m rugslag · 6e 100m rugslag · 200m rugslag · 4x200m vrije slag · 4x50m wisselslag · DSQ 4x100m wisselslag |                                       |               |
| 2017 |                   | 200m rugslag    | |                                       |               |
| 2018 |                   |                 | 5e 200m rugslag 4e 4x200m vrije slag Pebley zwom enkel de series                                                | 200m rugslag                          |               |
| 2019 |                   | 6e 200m rugslag | |                                       | geen deelname |

## Persoonlijke records
Bijgewerkt tot en met 24 oktober 2020
Kortebaan
| Afstand      | Tijd    | Datum           | Plaats  |
| ------------ | ------- | --------------- | ------- |
| 100m rugslag | 50,24   | 7 december 2016 | Windsor |
| 200m rugslag | 1.48,98 | 7 december 2016 | Windsor |

Langebaan
| Afstand      | Tijd    | Datum        | Plaats |
| ------------ | ------- | ------------ | ------ |
| 100m rugslag | 52,95   | 28 juni 2016 | Omaha  |
| 200m rugslag | 1.54,77 | 1 juli 2016  | Omaha  |